# شوح فارغيسي
شوح فارغيسي (الاسم العلمي:Abies fargesii) هو نوع من النباتات يتبع جنس الشوح من الفصيلة الصنوبرية.